# Théâtre Lessing

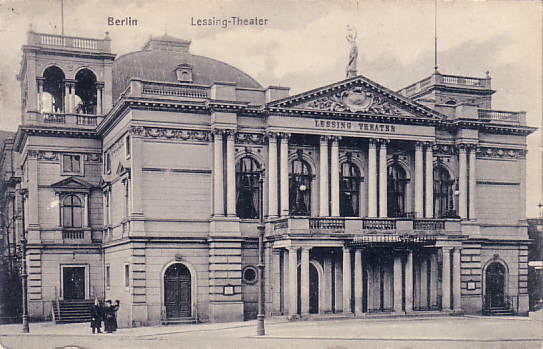
Le théâtre Lessing vers 1900.

Le théâtre Lessing est une ancienne salle de spectacle à Berlin, située au pont du Kronprinz sur les bords de la Sprée dans le quartier de Mitte. Le théâtre inauguré en 1888 fut détruite lors d'un raid aérien par les alliés en avril 1945.

## Historique

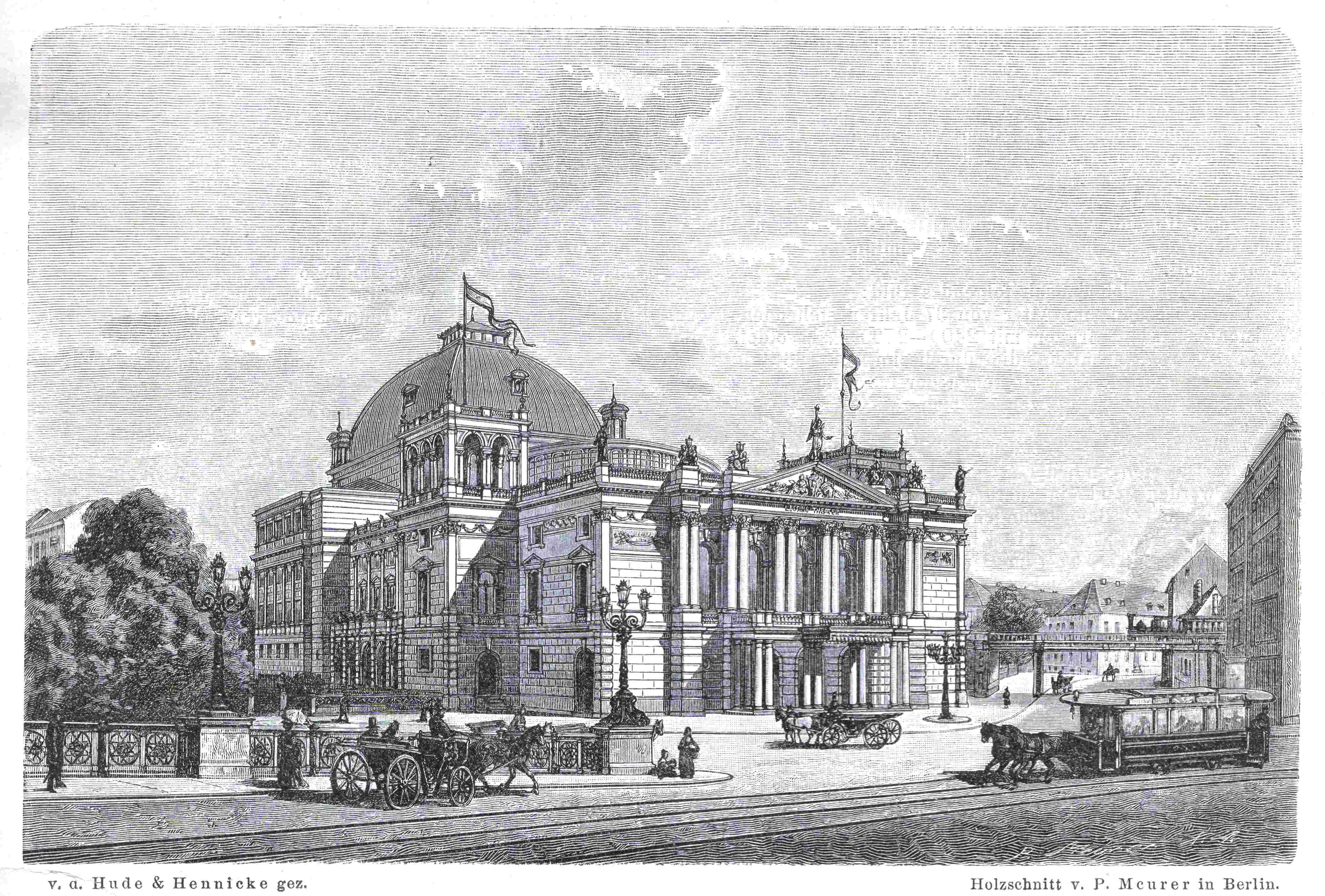
Le théâtre Lessing après son achèvement en 1888.

Le bâtiment du théâtre Lessing a été conçu par le bureau d'architecture de Hermann von der Hude et Julius Hennicke en style néo-Renaissance. Von der Hude & Hennicke, formés par l'académie d'architecture de Berlin, ont effectué de nombreux bâtiments représentatifs, dont l'hôtel Kaiserhof sur la Wilhelmplatz. Le théâtre fut construit à partir d'octobre 1887 pour le compte du directeur Oscar Blumenthal (de) (1852-1917). Il s'agissait de la première nouvelle construction d'une salle de spectacle à Berlin depuis l'achèvement du Wallner-Theater en 1864.
Oscar Blumenthal a auparavant occupé le poste de critique de théâtre pour le Berliner Tageblatt, redouté pour sa rigueur ; en 1894/1895, il a également dirigé le Berliner Theater. Le théâtre Lessing tient son nom du dramaturge allemand Gotthold Ephraim Lessing (1729-1781), dont la pièce Nathan le Sage a été jouée pour son inauguration, le 11 septembre 1888. Situé à proximité du nouveau palais du Reichstag, le quartier environnant connut un grand essor. Des nombreuses premières présentations de pièces ont eu lieu au théâtre, dont des œuvres de Gerhart Hauptmann, Henrik Ibsen, August Strindberg, Arthur Schnitzler et Franz Werfel.
Le bâtiment est détruit en avril 1945, lors d'un bombardement aérien de la Seconde Guerre mondiale. L'emplacement est occupée aujourd'hui par le siège secondaire du ministère fédéral de l'Éducation et de la Recherche.

## Directeurs du théâtre Lessing

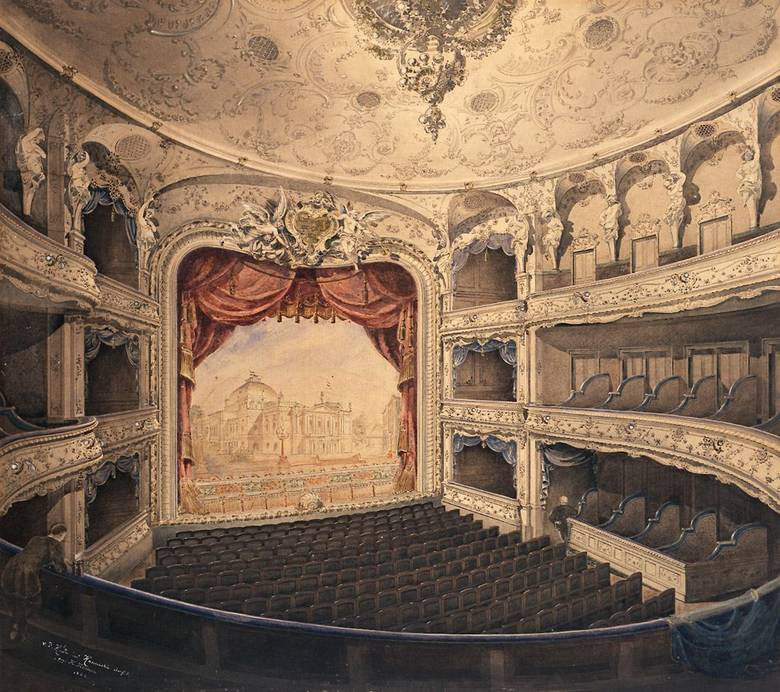
L'intérieur du théâtre Lessing.

- 1888–1897 : Oscar Blumenthal (de)
- 1897–1904 : Otto Neumann-Hofer (de)
- 1905–1912 : Otto Brahm (de)
- 1913–1924 : Victor Barnowsky (de)
- 1924–1925 : Alfred Rotter (de), Fritz Rotter (de)
- 1925–1926 : Arthur Hellmer (de)
- 1926–1929 : Heinz Saltenburg (de)
- 1929–1930 : Direction collégiale
- 1930–1931 : Heinz Saltenburg (de)
- 1931–1932 : Robert Klein
- 1932–1933 : Alfred Rotter (de), Fritz Rotter (de)
- 1934–1939 : Richard Handwerk (de)
- 1939–1943 : Hansheinrich Dransmann (de)

Associé avec le Théâtre Rose (de) sous la direction de Paul Rose (de) en 1943.

## Premières ayant eu lieu au théâtre Lessing
- Gerhart Hauptmann : Vor Sonnenaufgang (de) (20 octobre 1889)

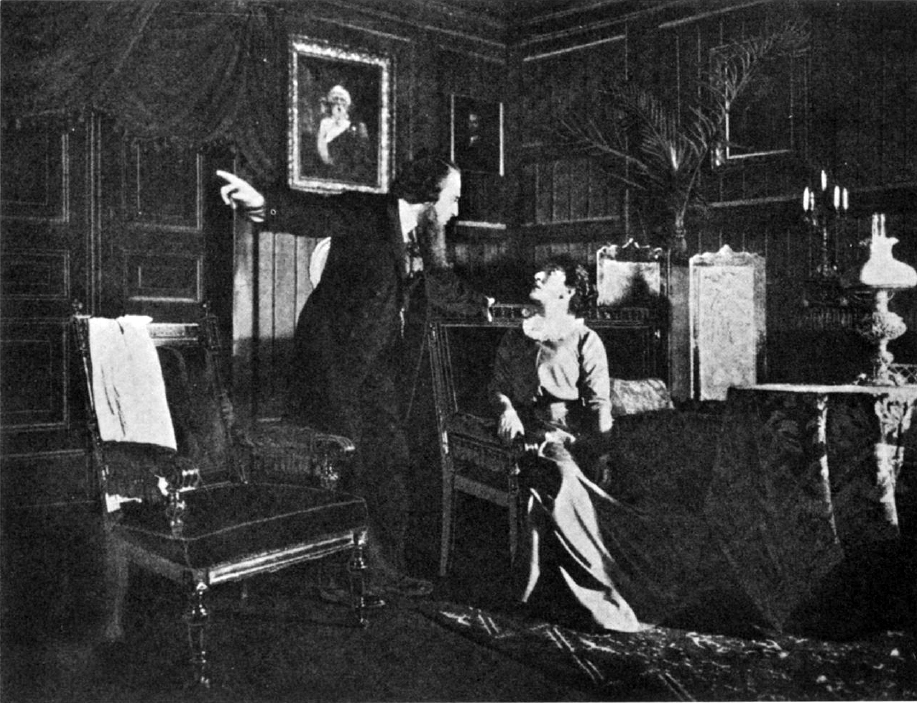
Rosmersholm d'Henrik Ibsen au théâtre Lessing en 1906.

- Ibsen : Solness le constructeur (19 janvier 1893)
- August Strindberg : Spiele mit dem Feuer (décembre 1893)
- Arno Holz et Oskar Jerschke (de) : Traumulus (24 septembre 1904)
- Arthur Schnitzler : Anatol (Schauspiel) (de) (3 décembre 1910, simultanément avec une première au Wiener Volkstheater)
- Gerhart Hauptmann : Die Ratten (13 janvier 1911)
- Franz Werfel : Die Troerinnen des Euripides (22 avril 1916)
- Carl Zuckmayer : Schinderhannes (13 octobre 1927)
- Carl Zuckmayer : Katharina Knie (20 décembre 1928)
- Friedrich Wolf : Cyankali (Wolf) (de) (6 septembre 1929)